# Unibórz
Unibórz (niem. Tonnebur, Tonnebuhr) – wieś w Polsce położona w województwie zachodniopomorskim, w powiecie kamieńskim, w gminie Golczewo.
W latach 1975–1998 miejscowość administracyjnie należała do województwa szczecińskiego.
We wsi stoi kościół Najświętszej Maryi Panny Królowej Świata w stylu neogotyckim.